# Mont Himet
El Mont Himet es troba al sud d'Atenes, Grècia. En l'antiguitat, era famós pel seu marbre, considerat el millor de la regió de l'Àtica. Segons la mitologia clàssica, era poblat per abelles que feien la millor mel i la cera més suau de Grècia, gràcies a la flaire de la flora i l'herba d'aquesta muntanya.

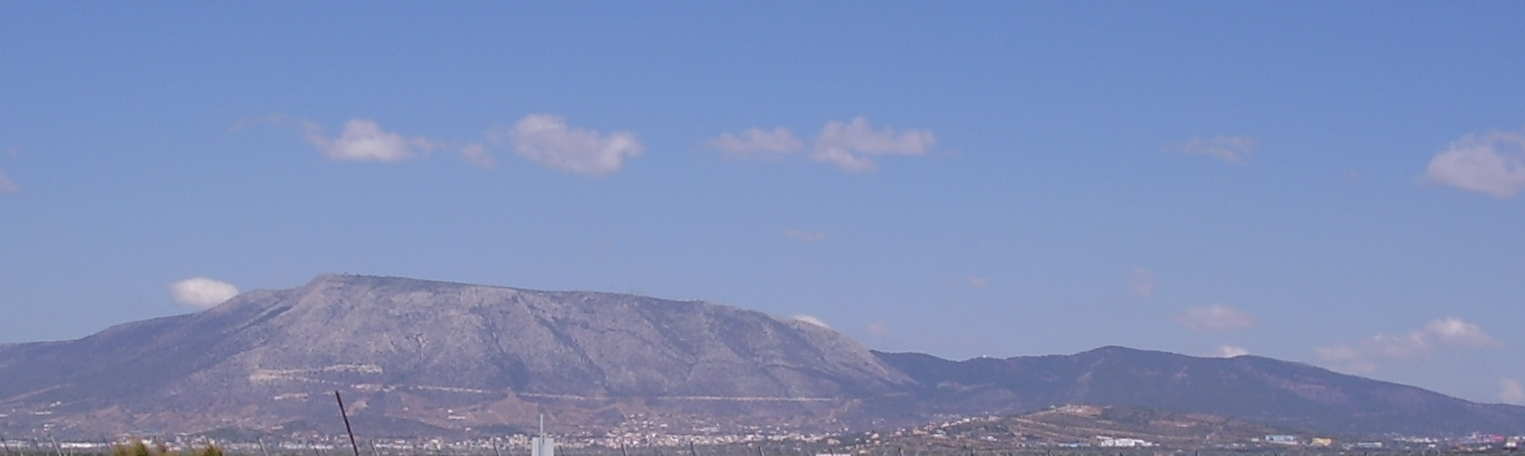
Mont Himet des de l'est.